# Lauren Brice
Lauren Brice (Decatur, 29 settembre 1962 – St. Augustine, 3 luglio 2015) è stata un'attrice pornografica statunitense.

## Biografia
Ha iniziato la sua carriera all'età di 27 anni, nel 1989. Tra la fine degli anni '80 e l'inizio degli anni '90, ha lavorato in alcune importanti produzioni del settore come Nigthdreams 2 o Deep Throat 4 (dove ha partecipato in forma non sessuale), oltre che nel documentario sul mondo del cinema pornografico intitolato True Legends of Adult Cinema: The Modern Video Era, del 1993. Nel 1991 ha vinto un Premio AVN nella categoria Best Actress - Featurette - Video per aver interpretato Married Women; nello stesso anno è stata anche candidata come migliore attrice non protagonista in Shadow Dancers I & II.
Si ritira dalle scene nel 1995, con un totale di 87 film; è morta il 3 luglio 2015 a 52 anni per insufficienza epatica a San Augustine in Florida.

## Riconoscimenti
AVN Awards
- 1991 - Best Actress - Video per Married Woman[10]

## Filmografia
- 1988: Hate to See You Go
- 1989: Bay Bitch
- 1989: Insatiable Immigrants
- 1989: Nightdreams II
- 1990: Married Women
- 1990: Bend Over Babes
- 1990: True Sin
- 1991: Back to Nature
- 1991: Prisoners of Lust
- 1992: Bush Pilots
- 1992: Warm to the Touch
- 1995: Dream Merchants